# Sophie Hannah
Pour les articles homonymes, voir Hannah.
Sophie Hannah, née le 28 juin 1971 à Manchester (Angleterre), est une auteure britannique de recueils de poésie et de romans policiers, spécialisée dans les thrillers psychologiques. Son style est souvent comparé à celui surréaliste de Lewis Carroll.

## Biographie
Sophie Hannah est diplômée d’espagnol et de littérature anglaise, elle enseigne à la Manchester Metropolitan University’s Writing School. Outre ses recueils de poésie, elle a également publié plusieurs romans traduits dans plus de vingt pays dont Pas de berceuse pour Fanny.
De 1997 à 1999, elle était Fellow Commoner au Trinity College de l'Université de Cambridge, et entre 1999 et 2001, Fellow au Wolfson College de l'Université d'Oxford.
Elle vit avec son mari et ses enfants près de Cambridge, où elle est Fellow Commoner au Lucy Cavendish College de l'Université de Cambridge.
En 2013, elle est choisie par les héritiers d'Agatha Christie pour écrire un nouveau roman mettant en scène le détective belge Hercule Poirot, 39 ans après sa dernière aventure dans Hercule Poirot quitte la scène (1975). Meurtres en majuscules (The Monogram Murders) est publié mondialement en septembre 2014.

## Œuvre

### Romans

#### SérieSimon Waterhouse et Charlie Zailer
- (en) Little Face (2006) Publié en français sous le titre Pas de berceuse pour Fanny, traduit par Isabelle Saint-Martin, Paris, Calmann-Lévy, 2009  (ISBN 978-2-7021-3947-9) ; réédition, Paris, Le Livre de poche no 31676, 2010  (ISBN 978-2-253-12882-3)
- (en) Hurting Distance [UK] ou The Truth-Teller’s Lie [USA] (2007) Publié en français sous le titre La Proie idéale, traduit par Isabelle Saint-Martin, Paris, Calmann-Lévy, 2010  (ISBN 978-2-7021-4050-5) ; réédition, Paris, Le Livre de poche no 32251, 2011  (ISBN 978-2-253-15831-8)
- (en) The Point of Rescue [UK] ou The Wrong Mother [USA] (2008) Publié en français sous le titre Les Monstres de Sally, traduit par Elsa Maggion, Paris, Calmann-Lévy, 2011  (ISBN 978-2-7021-4223-3) ; réédition, Paris, Le Livre de poche no 32753, 2012  (ISBN 978-2-253-16682-5)
- (en) The Other Half Lives [UK] ou The Dead Lie Down [USA] (2009)
- (en) A Room Swept White [UK] ou The Cradle in the Grave [USA] (2010)
- (en) Lasting Damage [UK] ou The Other Woman’s House [USA] (2011)
- (en) Kind of Cruel (2012)
- (en) The Carrier (2013)
- (en) The Telling Error (2014)
- (en) The Narrow Bed (2016)
- (en) The Couple at the Table (2022)

#### SérieHercule Poirotd'Agatha Christie
- (en) The Monogram Murders (2014) Publié en français sous le titre Meurtres en majuscules, traduit par Valérie Rosier, Paris, Éditions du Masque, 2014  (ISBN 978-2-7024-4148-0)
- (en) Closed Casket (2016) Publié en français sous le titre La mort a ses raisons, traduit par Valérie Rosier, Paris, Éditions du Masque, 2016  (ISBN 978-2-702-44642-3)
- (en) The Mystery of Three Quarters (2018) Publié en français sous le titre Crime en toutes lettres, traduit par Valérie Rosier, Paris, Éditions du Masque, 2018  (ISBN 978-2-702-44899-1)
- (en)  The Killings at Kingfisher Hill (2020) Publié en français sous le titre Meurtres à Kingfisher Hill, traduit par Fabienne Gondrand, Paris, Éditions du Masque, 2020  (ISBN 978-2-702-44965-3)
- (en)  Hercule Poirot's Silent Night (2023) Publié en français sous le titre La mort frappe aussi les gens heureux, traduit par Fabienne Gondrand, Paris, Éditions du Masque, 2023

#### Autre romans
- (en) Gripless (1999)
- (en) Cordial and Corrosive: an unfairy tale (2000)
- (en) The Superpower of Love (2002)
- (en) The Orphan Choir (2013), roman d'horreur
- (en) A Game for All The Family (2015)
- (en) Did You See Melody? (2017) [UK] ou Keep Her Safe [USA] (2017)
- (en) The Next To Die (2019)

### Livres pour enfants
- (en) The Box Room (2001), poèmes
- (en) The Book about Moomin, Mymble and Little My (2001), illustré par Tove Jansson
- (en) Who Will Comfort Toffle? (2003), illustré par Tove Jansson
- (en) The Dangerous Journey (2010), illustré par Tove Jansson

### Recueil de nouvelles
- (en) The Fantastic Book of Everybody’s Secrets (2008)

### Recueils de poésie
- (en) Early Bird Blues (1993)
- (en) Second Helping of Your Heart (1994)
- (en) The Hero and the Girl Next Door (1995)
- (en) Hotels Like Houses (1996)
- (en) Leaving and Leaving You (1999)
- (en) Love Me Slender: poems about love (2000)
- (en) First of the Last Chances (2003)
- (en) Selected Poems (2006)
- (en) Pessimism For Beginners (2007)
- (en) The Poetry of Sex (2014), sélection de poèmes d'autres auteurs

## Adaptations
- 2011-2012 : Case Sensitive (en), série télévisée d'ITV en deux saisons, basée sur les romans The Point of Rescue et The Other Half Lives.

## Récompenses
- Daphne du Maurier Festival Short Story Competition 2004 : Premier prix pour The Octopus Nest
- Specsavers National Book Awards 2013 : Thriller & Crime Novel of the Year pour The Carrier